# SPX (ген)
SPX (англ. Spexin hormone) – білок, який кодується однойменним геном, розташованим у людей на 12-й хромосомі. Довжина поліпептидного ланцюга білка становить 116 амінокислот, а молекулярна маса — 13 302.
| 10         |  | 20         |  | 30         |  | 40         |  | 50         |
| ---------- |  | ---------- |  | ---------- |  | ---------- |  | ---------- |
| MKGLRSLAAT |  | TLALFLVFVF |  | LGNSSCAPQR |  | LLERRNWTPQ |  | AMLYLKGAQG |
| RRFISDQSRR |  | KDLSDRPLPE |  | RRSPNPQLLT |  | IPEAATILLA |  | SLQKSPEDEE |
| KNFDQTRFLE |  | DSLLNW     |  |            |  |            |  |            |

A: Аланін

C: Цистеїн

D: Аспарагінова кислота

E: Глутамінова кислота

F: Фенілаланін

G: Гліцин

I: Ізолейцин

K: Лізин

L: Лейцин

M: Метіонін

N: Аспарагін

P: Пролін

Q: Глутамін

R: Аргінін

S: Серин

T: Треонін

V: Валін

W: Триптофан

Кодований геном білок за функцією належить до гормонів. 
Локалізований у цитоплазматичних везикулах.
Також секретований назовні.